# Wallace Smith Broecker
Wallace Smith Broecker (født 29. november 1931, død 18. februar 2019) var en amerikansk geofysiker. Han var Newberry Professor på Institut for Jord- og Miljøvidenskab ved Columbia University, forsker ved Columbia Lamont-Doherty Earth Observatory og stipendiat i bæredygtighed ved Arizona State University. Han udviklede ideen om et globalt "transportbånd", der forbinder cirkulationen i de globale have og har bidraget væsentligt til kulbrinteforskningen og brugen af kemiske sporstoffer og isotop-datering i oceanografi. Broecker modtog Crafoord-prisen og Vetlesen-prisen.

## Liv
Han blev født i Chicago i 1931, hvor han gik på Wheaton College og interagerede med J. Laurence Kulp, Paul Gast og Karl Turekian. På Wheaton mødte han sin kone Grace Carder. Broecker skiftede derefter til Columbia University, hvor han arbejdede ved Lamont Geological Observatory med W. Maurice Ewing og Walter Bucher.
I 1975 populariserede Broecker begrebet global opvarmning, da han udgav et studie med titlen: "Klimaændring: Er vi på randen af en udtalt global opvarmning?"; sætningen havde tidligere været brugt i en avisrapport fra 1957 om Roger Revelles forskning.
Broecker skrev en redegørelse om klimavidenskab med videnskabsjournalisten Robert Kunzig. Denne omfattede en diskussion af Broecks kollega Klaus Lackners arbejde med at fange CO2 fra atmosfæren, hvilket Broecker mente spiller en afgørende rolle for at reducere emissioner og modvirke den globale opvarmning. Broecker er blevet beskrevet i New York Times som en pioner indenfor geoengineering.
Broecker havde otte børn, syv børnebørn og syv oldebørn. Hans kone Grace E. Broecker (født Carder) døde i 2007. De var sammen i 53 år. Broecker blev gift med Elizabeth Clark i 2009. Han døde af kongestiv hjertesvigt i New York City den 18. februar 2019. Få dage før sin død, gav han en livestreamed video-besked til sine med-forskere, hvor han sagde at mennesket ikke bevægede sig hurtigt nok i forhold til at stoppe global opvarmning og bad den videnskabelige verden om "seriøst at studerer mere løsninger på klimakrisen."

## Forskning
Broeckers forskningsområder inkluderede pleistocæn, geokronologi, kulstof 14-datering og kemisk oceanografi, herunder oceanisk mixing baseret på stabil og radioisotop distribution. Det inkluderer forskning i elementet kulstofs biogeokemisk cyklusser og registreringen af klimaændring fundet i polaris og havsedimenter.
Broecker har forfattet mere end 500 tidsskriftsartikler og 17 bøger. Han kendes måske bedst for sin opdagelse af den rolle oceanerne spillede i de pludselige klimaændringer der der forekom i istiden, især udviklingen og populariseringen af ideen om en global "oceanisk transportbånd" der forbinder alle verdens havstrømme. Men hans bidrag går meget længere end til "transportbåndet"; hans arbejde er grundlaget for kulstof-cyklus videnskab, og hans brug af kulstof-14 datering i palæoceanografi er landevendinger på området. Hans arbejde med kemiske sporstoffer i havene er vigtig for moderne kemisk oceanografi; især hans lærebog "Tracers in the Sea", skrevet sammen med Tsung-Hung Peng, citeres stadig i nutidig litteratur 25 år efter dens publikation.[kilde mangler]
Broecker skrev om sin forskning, om tilstandsændringer i termohalin-cirkulationen: "Vi har god evidens for at forskellige dele af jordens klimasystem er forbundet på meget diskrete, men dramatiske måder. Klimasystemet er hoppet fra en operationstilstand til en anden i fortiden. Vi prøver at forstå hvordan jordens klimasystem er bygget op, så vi kan forstå hvad der skal til for at starte tilstandsændringer. Indtil vi gør det, kan vi ikke lave gode forudsigelser af fremtidige klimaændringer."

## Hæder
Broecker var Fellow i American Academy of Arts and Sciences og National Academy of Sciences, Foreign Member af Royal Society, og Fellow i American Geophysical Union and European Geophysical Union. Han modtog A.G. Huntsman Award for Excellence in the Marine Sciences fra Royal Society of Canada i 1985, Crafoord Prize i Geoscience, the National Medal of Science in 1996, Maurice W. Ewing Medal fra American Geophysical Union, Alexander Agassiz Medal fra National Academy of Sciences, Urey Medal fra European Association of Geochemistry, V. M. Goldschmidt Award fra Geochemical Society, the Vetlesen Prize from the G. Unger Vetlesen Foundation, Wollaston Medal fra Geological Society of London, Roger Revelle Medal fra American Geophysical Union, Tyler Prize for Environmental Achievement fra University of Southern California, Blue Planet Prize fra The Asahi Glass Foundation, 2008 Benjamin Franklin Medal i Earth and Environmental Science fra Franklin Institute i Philadelphia, Pennsylvania, og BBVA Foundation Frontiers of Knowledge Award i 2008 i Climate Change.
I september 2008 modtog Broecker Balzan Prize for enestående fremskridt inden for videnskaben.
I januar 2009 modtog Broecker BBVA Foundation Frontiers of Knowledge Award i kategorien Climate Change for sin forskning i verdens have, hvor han havde lavet pionerarbejde med "udviklingen af Earth System Science som basis for forståelse af globale klimaforandringer, både i fortid og fremtid". Certifikatet til prisen fremhævede "hans holistiske tilgang", der ledte ham til at identificere "mekanismerne for abrubte klimaforandringer".
Broecker modtog æresdoktorater fra Cambridge University, Oxford University, Pennsylvania State University, Harvard University og Southern Methodist University. Den 28. maj 2015 blev han gjort til æresdoktor på Harvard University.

## Udvalgt bibliografi
- Broecker, Wallace S.; Oversby, Virginia M. (1971), Chemical Equilibria in the Earth (PDF), McGraw-Hill Education, s. 304, ISBN 0-07-007997-8.
- — (1974), Chemical oceanography (PDF), Harcourt Brace Jovanovich, s. 214, ISBN 0-15-506437-1.
- —; Peng, Tsung-Hung (1982), Tracers in the Sea (PDF), Eldigio Press, ISBN 0-9617511-0-X.
- — (1988), How to Build a Habitable Planet (PDF), Eldigio Press, ISBN 0-9617511-2-6.
- —; Peng, Tsung-Hung (1993), Greenhouse puzzles, Lamont-Doherty Geological Observatory of Columbia University.
- — (1995), The glacial world according to Wally (PDF), Eldigio Press.
- — (1998), Greenhouse puzzles: Keeling's world, Martin's world, Walker's world (PDF), Eldigio Press.
- —; Kunzig, Robert (2008), Fixing Climate: What Past Climate Changes Reveal About the Current Threat--and How to Counter It, Hill and Wang, US/Profile Books, UK, ISBN 978-0-8090-4501-3.
- — (2010), The Great Ocean Conveyor, Discovering the Trigger for Abrupt Climate Change, Princeton University Press, ISBN 978-0-691-14354-5.
- — (2016), A Geochemist in his Garden of Eden (PDF), Eldigio Press.